# مایگاشتا
مایگاشتا (به لاتین: Maygashta) یک منطقهٔ مسکونی در روسیه است که در باشقیرستان واقع شده‌است.